# Леонов Ігор Іванович
І́гор Іва́нович Лео́нов (нар. 14 вересня 1967, Керч, Українська РСР, СРСР) — український футболіст, захисник, півзахисник і нападник, нині — футбольний тренер.

## Кар'єра

### Футболіст
Вихованець футбольної школи Керчі. У 1984 році почав свою кар'єру в місцевій футбольній команді «Океан» (Керч), звідки перейшов у сімферопольську «Таврію».
У 1988 році переїхав у донецький «Шахтар». Після сезону 1991 поїхав в Австрію, де він захищав кольори «Санкт-Пельтена» та віденського «Флорідсдорфера».
На початку 1993 року повернувся в «Шахтар». Навесні 1996 року був відданий в оренду кременчуцькому «Кременю», а навесні 2000 року — донецькому «Металургу».
Восени 2000 року пробував свої сили в друголіговому китайському клубі, але через 15 днів покинув клуб. У березні 2001 року зіграв матч у складі луганської «Зорі», а пізніше з'явився в Росії, у клубах «Волгар-Газпром» (Астрахань) та «Газовик-Газпром» (Іжевськ). Восени 2001 закінчив футбольну кар'єру.

### Тренер
Після завершення кар'єри гравця розпочав тренерську роботу. Спочатку шукав таланти для клубу «Шахтар». Після трьох років роботи став тренером у футбольній академії «Шахтаря», а також тренував резервну команду «Шахтар-3» у другій лізі.
У грудні 2010 року був запрошений до тренерського штабу маріупольського «Іллічівця» в штаб Валерія Яремченка, після звільнення якого з 6 жовтня 2011 до 29 травня 2012 року виконував обов'язки головного тренера клубу.
З травня 2013 року обіймав посаду координатора дитячої футбольної академії «Шахтаря» (Донецьк). 13 липня 2017 року очолив «Маріуполь U-21», після чого повернувся в донецький клуб і виграв чемпіонство України 2017/18 з «Шахтарем U-17», а потім очолив команду U-19.
16 січня 2019 року став головним тренером «Арсенала» (Київ). Під його керівництвом команда здобула в УПЛ п'ять перемог, тричі зіграла внічию і шість разів програла і за підсумками сезону 2018/19 посіла останнє місце та вилетіла з Прем'єр-ліги, після чого клуб було розформовано, а Леонов знову став працювати в структурі донецького «Шахтаря».
9 жовтня 2021 року очолив клуб «Минай», підписавши угоду до кінця сезону. 16 грудня 2021 року залишив посаду головного тренера «Миная».

## Почесні звання та нагороди

### Клубні
- Срібний медаліст Чемпіонату України: 1994, 1997, 1998, 1999
- Переможець Кубка України: 1995, 1997
- Володар Кубка Казахстану: 2024

### Особисті
- майстер спорту СРСР: 1987

## Скандали
15 вересня 2021 року будучи експертом телеканалу «Футбол 1» під час перегляду матчу Ліги чемпіонів «Шериф» — «Шахтар» (2:0) після другого голу молдавської команди в прямому ефірі неодноразово використав нецензурну лайку, за що згодом змушений був публічно вибачатись.